# 南澳县烈士陵园
烈士陵园，位于中国广东省汕头市南澳县后宅镇象山西南麓，为南澳县的一个县级文物保护单位，类型为近现代重要史迹及代表性建筑，公布时间为1981年9月20日。
烈士陵园的历史年代为现代。